# جاده‌های بازار آزاد
جاده‌های بازار آزاد ایده‌ایست که جاده‌هایی تماماً خصوصی را برای یک جامعه ممکن و مطلوب می‌داند.
از جاده‌ها و زیرساخت‌های بازار آزاد عموماً در آثار آنارکو-کاپیتالیست‌ها حمایت شده است. آثاری مانند برای یک آزادی نوین موری راتبارد، بازار برای آزادی لیندا و موریس تنهیل، ماشین آزادی دیوید دی فریدمن، و شهر داوطلبانه دیوید تی بیتو.